# Ludwika Dorota z Saksonii-Meiningen
Luise Dorothea (ur. 10 sierpnia 1710 w Meiningen, zm. 22 października 1767 w Gocie) – księżniczka Saksonii-Meiningen, od śmierci teścia (i jednocześnie wuja) księcia Fryderyka II 23 marca 1732 księżna Saksonii-Gotha-Altenburg.
Była córką księcia Saksonii-Meiningen Ernesta Ludwika I i jego żony księżnej Doroty Marii.
17 września 1729 w Gocie poślubiła swojego brata ciotecznego - przyszłego księcia Saksonii-Gotha-Altenburg Fryderyka III. Para miała dziewięcioro dzieci:
- księcia Fryderyka (1735-1756)
- księżniczkę Ludwikę (1735-1735)
- syna (1735-1735)
- syna (1739-1739)
- syna (1739-1739)
- księżniczkę Fryderykę Ludwikę (1741-1776)
- Ernesta II (1745-1804), kolejnego księcia Saksonii-Gotha-Altenburg
- księżniczkę Zofię (1746-1746)
- księcia Augusta (1747-1806)